# Lozova, Galați
Lozova este un sat în comuna Braniștea din județul Galați, Moldova, România.
Este un cătun cu șase case și 13 locuitori. Ține de comuna Braniștea. Este un sat care s-a micșorat în ultimele decenii: în 1974 avea 36 de case și peste 100 de suflete.